# Obersturmbannführer

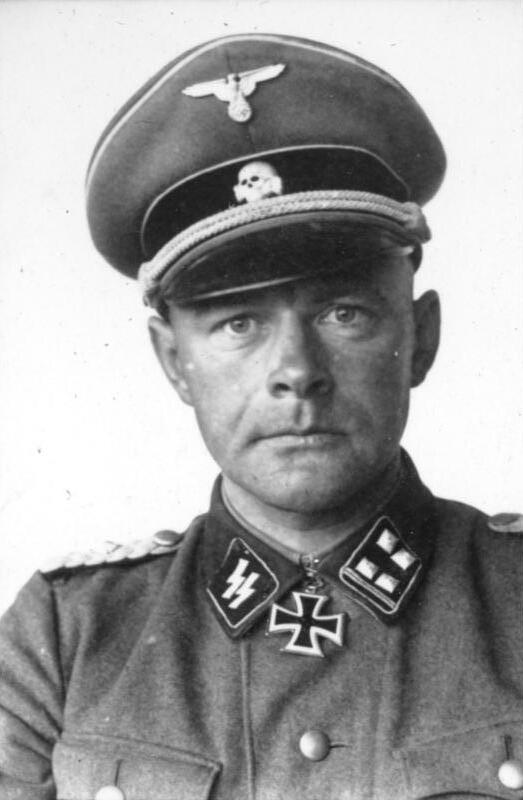
Werner Ostendorff - patki kołnierzowe Obersturmbannführera

Obersturmbannführer – wyższy stopień paramilitarny (grupa oficerów sztabowych) w III Rzeszy w SA i w SS, który odpowiadał stopniowi podpułkownika (Oberstleutnant) w siłach zbrojnych Rzeszy (Wehrmacht).
Stopień SS-Obersturmbannführera wprowadzono w maju 1933.
Patki kołnierzowe z tradycyjnym znakiem runicznym nie przysługiwały żołnierzom z ochotniczych jednostek SS złożonych z obcokrajowców. Początkowo nosili patki bez insygniów, które później zastąpiono patkami zaprojektowanymi osobno dla każdej z dużych formacji.

Oznaczenia stopni SS-Obersturmbannführera
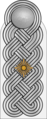
Naramiennik
Patki kołnierzowe SS-Obersturmbannführera
Oznaka stopnia na rękawie munduru maskującego